# Escala Douglas
L'Escala Douglas és una escala que classifica l'estat de la mar en 10 categories o graus prenent com a referència la grandària de les onades. Va ser creada pel vicealmirall anglès Henry Percy Douglas el 1917, quan dirigia el Servei Meteorològic de l'Armada Britànica. L'escala té dos codis, un per a valorar l'estat de la mar i un altre per a descriure l'alçada de les onades. Aquesta escala es va adoptar internacionalment recorrent, a la majoria dels països, als noms tradicionals que descrivien els diversos estats del mar.
| Grau | Alçada de les onades (m) | Descripció             | Estat de la mar |
| 0    | Sense onades             | Mar llisa o mar plana  | La superfície del mar està llisa com un mirall. |
| 1    | 0 a 0,10                 | Mar arrissada          | La mar comença a arrissar-se per parts. |
| 2    | 0,10 a 0,5               | Marejol                | Es formen onades curtes però ben marcades; comencen a trencar les crestes formant una escuma que no és blanca sinó d'aspecte vidriós.                                                                                   |
| 3    | 0,5 a 1,25               | Maror o tràngol        | Augmenta l'onatge dificultant la navegació d'embarcacions petites sense coberta. Onades llargues amb puntes d'escuma blanca. En trencar produeixen una remor que s'extingeix ràpidament.                                |
| 4    | 1,25 a 2,5               | Forta maror o marejada | La mida de les onades impossibilita navegar de manera segura a les petites embarcacions sense coberta. Onades més llargues amb crestes d'escuma blanca per tot arreu. La mar trenca amb una remor constant.             |
| 5    | 2,5 a 4                  | Maregassa              | L'escuma on trenquen les onades és arrossegada en la direcció del vent i cobreix una gran superfície. Augmenta la broma marina. Onades altes. La mar, en trencar produeix una remor sorda.                              |
| 6    | 4 a 6                    | Mar brava              | La mar s'esvalota. L'escuma blanca que es forma en trencar les crestes s'aglomera en bancs. La broma marina dificulta la visibilitat.                                                                                   |
| 7    | 6 a 9                    | Mar desfeta            | Augmenta l'alçada i la longitud de les onades i les seves crestes. L'escuma s'aglomera en bandes estretes en la direcció del vent.                                                                                      |
| 8    | 9 a 14                   | Mar molt alta          | Onades grans sense direcció determinada. Les embarcacions de petit i mitjà tonatge es perden de vista. Onades amb llargues crestes bolcant en cascades. La mar adquireix un aspecte blanquinós.                         |
| 9    | Més de 14                | Mar enorme             | L'aire s'omple d'escuma i broma marina. Mar blanca, visibilitat quasi nul·la. Les embarcacions es perden de vista en el si de les onades. La remor és forta i ensordidora. L'aire és ple de minúscules gotetes d'aigua. |